# Alfred Kunft

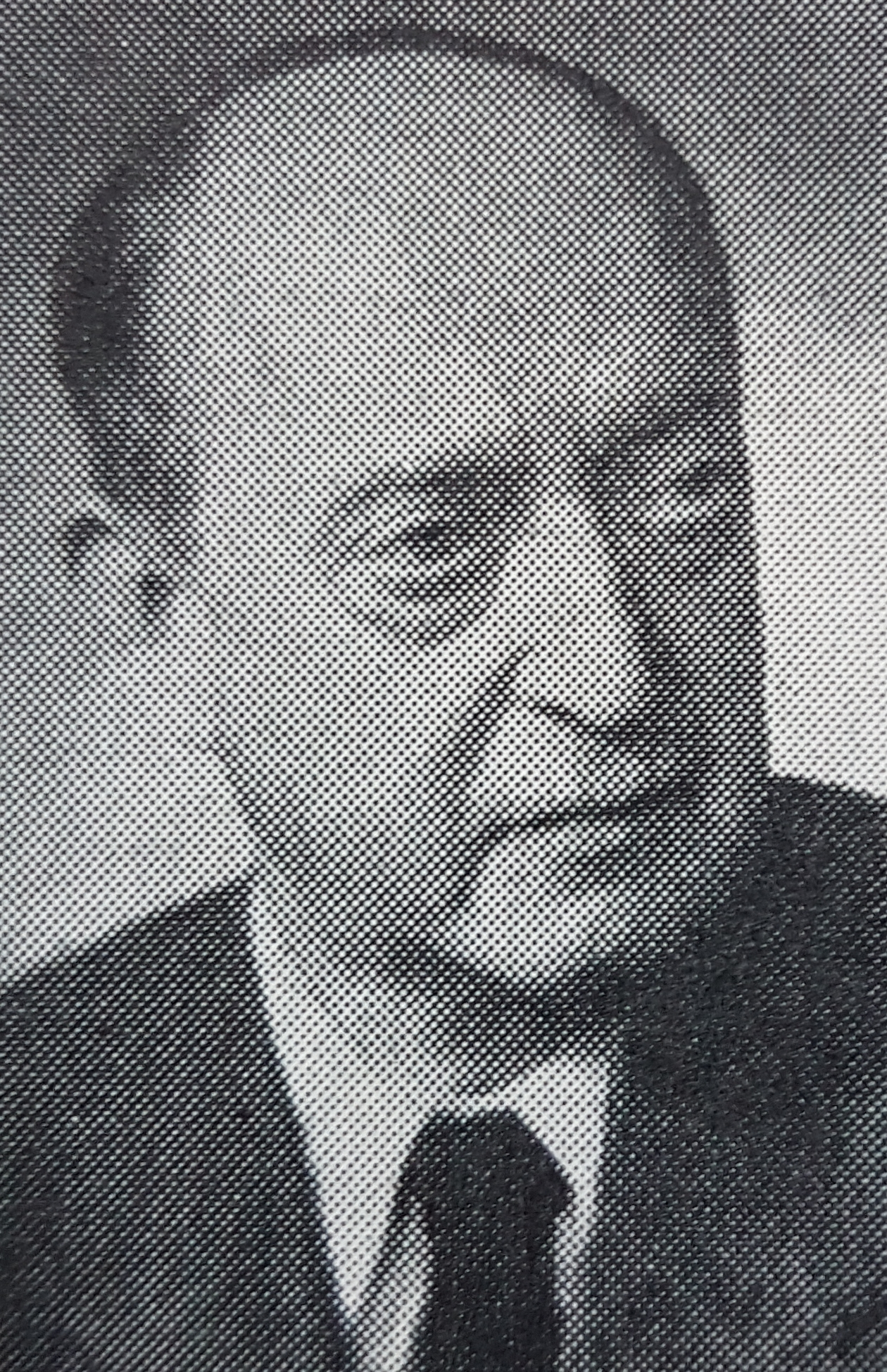
Der Künstler Alfred Kunft

Alfred Kunft (* 3. August 1892 in Aussig, Leitmeritzer Kreis, Königreich Böhmen; † 21. Januar 1961 in Nybro) war ein deutsch-böhmischer Maler, Zeichner, Grafiker und Glasdesigner. Seine wichtigsten Themen auf dem Gebiet der Malerei sind Stillleben, Figuren- und Landschaftsdarstellungen in Öl oder als Aquarell, er hat außerdem Radierungen, Lithographien, Holzschnitte und Gravuren auf Glas geschaffen. Er wird dem Neoklassizismus und der Neuen Sachlichkeit zugeordnet.

## Leben und Wirken
Alfred Kunft war der Sohn des Beamten Franz Kunft und der Marie Süßemilch. Von 1913 bis 1921 studierte er Kunst an der Akademie der bildenden Künste Wien und an der Graphischen Lehr- und Versuchsanstalt in Wien. Er war Soldat im Ersten Weltkrieg und geriet 1916 in russische Kriegsgefangenschaft, die er in Sibirien und Wladiwostok verbrachte und kehrte erst 1920 in seine Heimat zurück, die nun in einem neuen Staat, der Tschechoslowakei lag.
Nach Studienende reiste er zu Studienzwecken nach Spanien, Frankreich, Italien und in die Schweiz. 1921 heiratete er seine Jugendliebe, die Tschechin Maria Roubinková.
Er war eine Zeit lang künstlerischer Leiter der Riedel-Glashütte in Dessendorf-Unterpolaun. Später lebte er in Pokratitz (Pokratice), jetzt Ortsteil von Litoměřice und in Aussig als Werbedesigner bei der Georg Schicht AG.
In den Jahren 1921 bis 1925 nahm er an mehreren Ausstellungen teil, u. a. in Prag, Wien und Berlin, und wurde 1925 auf der Ausstellung in Paris für seine Glasreliefs auf Vasen mit einer Goldmedaille ausgezeichnet. Als Mitglied der Künstlervereinigung Metznerbund nahm er regelmäßig an den Ausstellungen der Gruppe teil, 1922 schloss er sich der neu gegründeten Künstlergemeinschaft Oktobergruppe an.
Im Jahr 1929 schuf er die Illustrationen zum Kinderbuch Bi-Ba-Butzemann von Karl M. Komma. Seine Werke aus dieser Zeit sind meist nur in Privatsammlungen zu finden.
Nach 1945 war er von der Vertreibung der Deutschen aus der Tschechoslowakei nicht betroffen, weil seine Frau tschechischer Abstammung war und er wegen seiner speziellen Kenntnisse zur Glasherstellung und künstlerischen Glasgestaltung dem Staat nützlich war. Aber bereits im Herbst 1945 hatte das Ehepaar Kunft beschlossen, das Land zu verlassen. Sie wurden dann zu Staatenlosen erklärt, konnten aber auf Grund seiner Kontakte zur Glasfabrik Åfors, OT von Eriksmåla in Småland bereits im Frühjahr 1946 nach Schweden emigrieren. Kunft arbeitete nur für kurze Zeit in dieser Glasfabrik und ging dann nach Nybro, wo er entsprechend seiner künstlerischen Fähigkeiten arbeiten und sich der Glaskunst und Malerei widmen konnte. Er gravierte große Vasen und Urnen mit Motiven aus Märchen und der Griechischen und christlichen Mythologie.
Im April 1950 konnte er eine Ausstellung im Kunstmuseum in Kalmar organisieren, wo er Zeichnungen, Ölgemälde, Aquarelle, Lithographien, Holzschnitte und seine Glasgravuren mit verschiedenen Motiven zeigte. Die Kunstkritiker und Kunstsammler waren von seinen Arbeiten begeistert, so dass er viele seiner Werke verkaufen und von deren Erlös leben konnte. Die Bestellungen kamen sowohl von Museen, Schulen und Kirchen als auch von privaten Sammlern, insbesondere aus Westdeutschland. Die Einkünfte ermöglichten dem Ehepaar Kunft ins Ausland nach Deutschland, Österreich und Italien zu reisen, wo Kunft neue Motive sammeln konnte, z. B. aus Venedig und Hamburg.
Am 5. August 1956 starb seine Frau Marie Kunft überraschend während einer Auslandsreise in München. Bei Alfred Kunft wurde Kehlkopfkrebs diagnostiziert und nach zahlreichen Behandlungen verstarb der Künstler am 27. Januar 1961 in Nybro.
Alfred Kunft beteiligte sich außerdem an einigen Gruppenausstellungen in Emmaboda, Nybro und Kalmar. Er ist mit Glaskunstarbeiten im Schloss Kalmar, mit Gemälden im Kreismuseum Kalmar und im Kunstmuseum Kalmar sowie mit seinen Glasarbeiten (Gravuren) im Stockholmer Schloss und im Nationalmuseum Stockholm vertreten, seine Arbeiten befinden sich auch in ausländischen Museen, darunter in Prag.
Wegen seines Schicksals und der politischen Verhältnisse war er Staatsbürger der Österreichisch-ungarischen Doppelmonarchie, der Tschechoslowakei, des Deutschen Reichs, staatenlos und von Schweden.

## Werke (Auswahl)
- Japanisches Daheim (1922), Öl auf Karton[8]
- Allegorische Landschaft mit nackter Frau (1924), Öl auf Leinwand[9]
- Plakat zur Ausstellung des Metznerbundes in Aussig (1924)[10]
- Blumenstillleben (1924–1928), Privatsammlung[11]
- Waldlandschaft (1924) und Glashütte Květná, Privatsammlung(1926)[12]
- Bi-Ba-Butzemann (1929), Illustration zum Kinderbuch Bi-Ba-Butzemann von Karl M. Komma[7][13]
- Schlittschuhlaufen (1941), Privatsammlung[14]
- Potiphar, Glasvase[15]
- Rhythmus (1950), Glasrelief, Gravur[7]
- Jesus im Gebet in Gethsemane (1951), Pfarrheim Högsby[7]
- Hommage an die Heimat (1951), Pfarrheim Emmaboda[7]
- Familie (1952)[7]
- Das Mädchen mit den Schwefelhölzern (1954), Grafik[16]
- Kriegsgefangener (1955), Grafik[17]
- Venedig (1956), Ölgemälde[18]
- Belagerte Stadt (1957)[7]